# 岩袋鼠属
岩袋鼠屬（短耳岩袋鼠），哺乳綱的一屬，而與岩袋鼠屬（短耳岩袋鼠）同科的動物尚有蹶鼠屬（蹶鼠）、叢林袋鼠屬（紅腹袋鼠）、甲尾袋鼠屬（北甲尾袋鼠）、大袋鼠屬（沙大袋鼠）等之數種哺乳動物。